# Disco 2
A Disco 2 a Pet Shop Boys nyolcadik albuma. Megjelent 1994 szeptember 12-én a Parlophone kiadónál.
Az album egy folytonos megamix hat a Very korszakban kiadott dal remixeiből, de rákerült két  remix a Behaviour albumról kiadott maxilemezekről is. A lemezt egyöntetűen minden idők legrosszabb Pet Shop Boys lemezének tartják mind a kritikusok mind a rajongók.
Az USA-beli limitált kiadás tartalmazott egy bónusz CD-t amely b-oldalas számokat és mixeket tartalmazott.

## Tracklisták

### Eredeti album
1. "Absolutely Fabulous" (Rollo Our Tribe Tongue-In Cheek Mix) – 0:29
2. "I Wouldn't Normally Do This Kind of Thing" (Beatmasters Extended Nude Mix) – 4:15
3. "I Wouldn't Normally Do This Kind of Thing" (DJ Pierre Wild Pitch Mix) – 2:59
4. "Go West" (Farley & Heller Mix) – 3:40
5. "Liberation" (E Smoove 12" Mix) – 6:09
6. "So Hard" (David Morales Red Zone Mix) – 2:48
7. "Can You Forgive Her?" (Rollo Dub) – 4:03
8. "Yesterday, When I Was Mad" (Junior Vasquez Fabulous Dub) – 4:54
9. "Absolutely Fabulous" (Rollo Our Tribe Tongue-In Cheek Mix) – 6:01
10. "Yesterday, When I Was Mad" (Coconut 1 12" Mix) – 2:12
11. "Yesterday, When I Was Mad" (Jam & Spoon Mix) – 5:01
12. "We All Feel Better In The Dark" (After Hours Climax Mix) – 5:21

### USA Limitált kiadás - Bónusz CD
1. "Decadence" – 3:55
2. "Some speculation" – 6:33
3. "Euroboy" – 4:28
4. "Yesterday, when I was mad" (RAF Zone Dub Mix) – 5:37
5. "I wouldn't normally do this kind of thing" (7" Mix)